# Cleveland Browns 2016
La stagione 2016 dei Cleveland Browns è stata la 68ª della franchigia, la 64ª nella National Football League e la prima con Hue Jackson come capo-allenatore. La squadra ha iniziato con un record di 0–14, la peggior partenza della sua storia, prima di vincere nel penultimo turno contro i San Diego Chargers la sua unica partita. Per il nono anno consecutivo, Cleveland ha terminato con un record negativo, non raggiungendo i playoff per la 14ª stagione consecutiva e finendo all'ultimo posto della propria division per il sesto anno consecutivo. Col peggior record della NFL, la squadra ha guadagnato la prima scelta assoluta nel Draft NFL 2017.

## Cambiamenti dello staff

### Dirigenti
Il 3 gennaio 2016, poche ore dopo il termine dell'ultima gara della stagione 2015, la squadra licenziò il general manager Ray Farmer, che aveva ricoperto tale ruolo nelle ultime due stagioni. Il proprietario Jimmy Haslam annunciò che il consigliere generale Sashi Brown sarebbe stato promosso a vice presidente.
Il 5 gennaio, i Browns assunsero l'ex dirigente dei New York Mets Paul DePodesta come chief strategy officer. In precedenza, DePodesta aveva trascorso vent'anni nella Major League Baseball ma non aveva mai lavorato nella NFL prima di quel momento.

### Allenatori
Il 3 gennaio, Cleveland licenziò il capo-allenatore Mike Pettine, che in due stagioni alla guida della squadra aveva avuto un bilancio complessivo 10-22, ma solo di 4-19 dopo avere iniziato con sei vittorie e tre sconfitte la stagione 2014.
Il 13 gennaio, i Browns assunsero l'ex coordinatore offensivo dei Cincinnati Bengals Hue Jackson come capo-allenatore. Jackson svolgeva tale ruolo da due stagioni. Prima era stato il capo-allenatore degli Oakland Raiders nel 2011, dove aveva terminato con un record di 8-8.

## Scelte nel Draft 2016

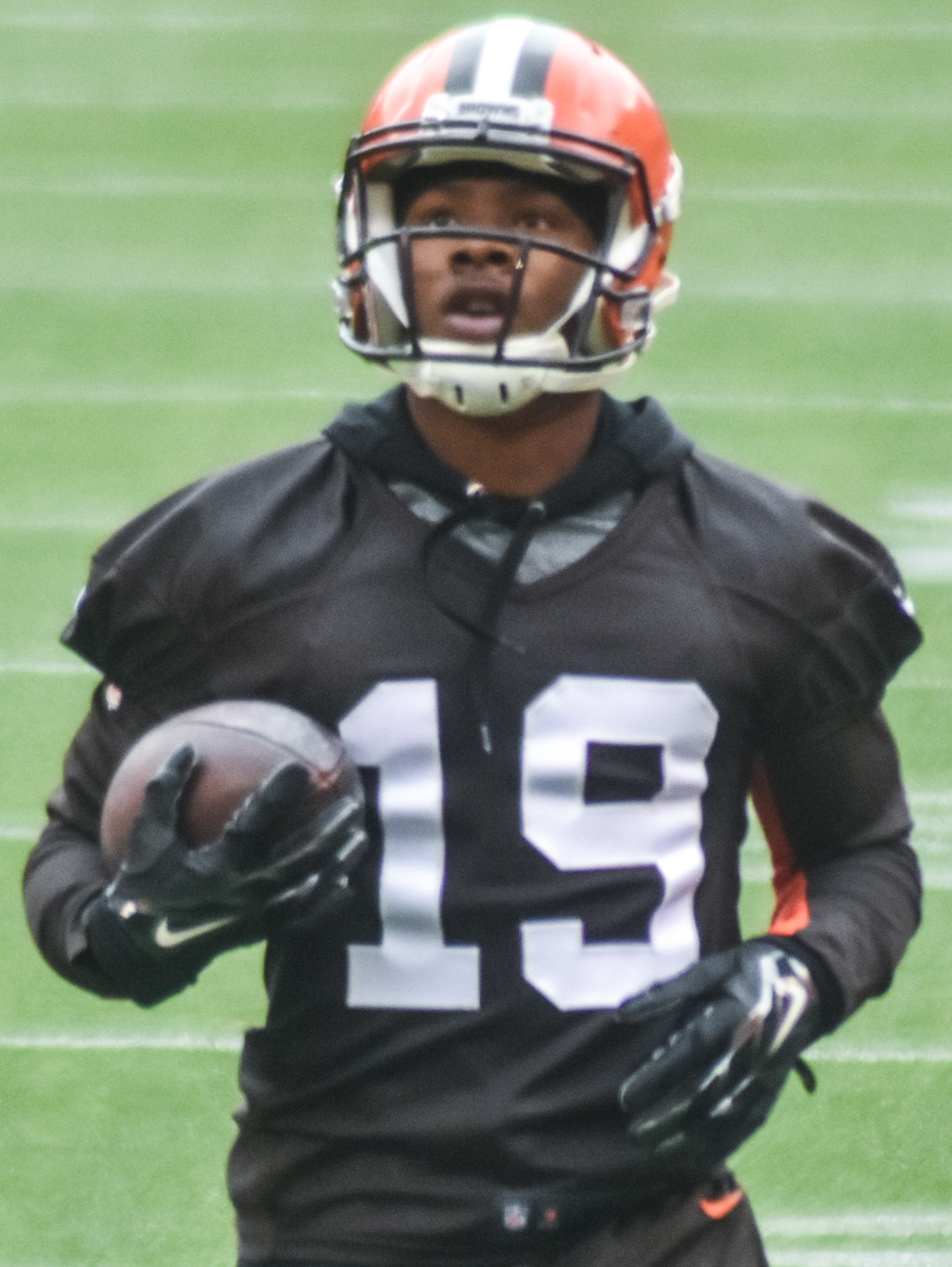
Corey Coleman è stato la prima scelta dei Browns nel Draft 2016

| Scelte dei Browns nel Draft 2016 |        |                   |       |                  |
| Giro                             | Scelta | Giocatore         | Ruolo | College          |
| 1                                | 15     | Corey Coleman     | WR    | Baylor           |
| 2                                | 32     | Emmanuel Ogbah    | DE    | Oklahoma State   |
| 3                                | 65     | Carl Nassib       | DE    | Penn State       |
| 3                                | 76     | Shon Coleman      | T     | Auburn           |
| 3                                | 93     | Cody Kessler      | QB    | USC              |
| 4                                | 99     | Joe Schobert      | OLB   | Wisconsin        |
| 4                                | 114    | Ricardo Louis     | WR    | Auburn           |
| 4                                | 129    | Derrick Kindred   | FS    | TCU              |
| 4                                | 138    | Seth DeValve      | TE    | Princeton        |
| 5                                | 154    | Jordan Payton     | WR    | UCLA             |
| 5                                | 168    | Spencer Drango    | T     | Baylor           |
| 5                                | 172    | Rashard Higgins   | WR    | Colorado State   |
| 5                                | 173    | Trey Caldwell     | CB    | Louisiana–Monroe |
| 7                                | 250    | Scooby Wright III | ILB   | Arizona          |

## Staff
| Staff dei Cleveland Browns nel 2016 |
| --- |
| Organi dirigenziali - Proprietario: Jimmy Haslam - Presidente: Alec Scheiner - General manager: Paul DePodesta - Direttore del personale dei giocatori – Jon Sandusky - Vice presidente del personale dei giocatori – Morocco Brown - Consulente speciale – Jim Brown Capo allenatore - Hue Jackson Altri allenatori - Forza e condizione – Paul Ricci - Assistente forza e condizione – Mike Wolf - Assistente forza e condizione – Derik Keyes Allenatori dell'attacco - Coordinatore offensivo: John DeFilippo - Quarterback – Dowell Loggains - Running Back – Wilbert Montgomery - Wide Receiver – Mike McDaniel - Tight End – Brian Angelichio - Offensive Line – Andy Moeller - AssistenteOffensive Line – George DeLeone - Controllo qualità offensiva – Richard Hightower - Assistente offensivo senior – Jimmy Raye II - Assistente speciale del capo allenatore – Steve Gera Allenatori della difesa - Coordinatore difensivo – Jim O'Neil - Defensive Line – Anthony Weaver - Linebacker – Chuck Driesbach - Assistente linebacker – Brian Fleury - Defensive back – Jeff Hafley - Assistente defensive back – Bobby Babich - Assistente defensive back – Aaron Glenn - Controllo qualità difensiva – Tony Tuioti Allenatori dello special team - Coordinatore dello Special Team: Chris Tabor - Assistente dello Special Team: Shawn Mennenga |

## Roster
| Roster dei Cleveland Browns nel 2016 |
| --- |
| Quarterback - 10 Robert Griffin III - 5 Cody Kessler - 13 Josh McCown Running Back - 25 George Atkinson III - 34 Isaiah Crowell - 29 Duke Johnson - 42 Malcolm Johnson FB Wide Receiver - 19 Corey Coleman - 16 Andrew Hawkins - 81 Rashard Higgins - 80 Ricardo Louis - 84 Jordan Payton - 11 Terrelle Pryor Tight End - 82 Gary Barnidge - 87 Seth DeValve - 86 Randall Telfer Offensive Linemen - 78 Alvin Bailey G - 75 Joel Bitonio G - 72 Shon Coleman T - 66 Spencer Drango G - 74 Cameron Erving C - 77 John Greco G - 67 Austin Pasztor T - 73 Joe Thomas T Defensive Linemen - 96 Xavier Cooper DE - 91 Tyrone Holmes DE - 93 John Hughes DE - 98 Jamie Meder NT - 94 Carl Nassib DE - 99 Stephen Paea DE - 55 Danny Shelton NT Linebacker - 54 Dominique Alexander ILB - 59 Tank Carder ILB - 56 Demario Davis ILB - 58 Christian Kirksey ILB - 52 Corey Lemonier OLB - 90 Emmanuel Ogbah OLB - 44 Nate Orchard OLB - 53 Joe Schobert OLB - 50 Scooby Wright III ILB Defensive Back - 20 Briean Boddy-Calhoun CB - 26 Marcus Burley CB - 24 Ibraheim Campbell SS - 23 Joe Haden CB - 41 Tracy Howard CB - 35 Don Jones SS - 30 Derrick Kindred SS - 33 Jordan Poyer FS - 27 Jamar Taylor CB - 22 Tramon Williams CB Special Team - 4 Britton Colquitt P - 47 Charley Hughlett LS - 2 Patrick Murray K Lista delle riserve - 95 Armonty Bryant OLB (Sospeso) - 92 Desmond Bryant DE (NF-Inj.) - 12 Josh Gordon WR (Sospeso) - 85 Rannell Hall WR (IR) - 70 Nile Lawrence-Stample DT (IR) - 83 Dennis Parks WR (IR) - 28 Glenn Winston RB (IR) - 97 Dylan Wynn DE (IR) 53 attivi, 8 inattivi, 0 free agent |
| Legenda - I rookie sono in corsivo. - Il primo ruolo è il principale mentre gli eventuali successivi indicano i ruoli secondari. - (IR) sta per Injured Reserve ed indica la lista ristretta per un solo giocatore infortunato che può tornare ad allenarsi dopo la settimana 6 e a rientrare in prima squadra dopo che questa ha giocato 8 partite. - (NF-Inj.) / (NF-Ill.) stanno rispettivamente per Non-Football Injured e Non-Football Illness ed indicano le liste dove viene inserito un giocatore che ha un infortunio o una malattia non dipendente dal football americano. - (PUP) sta per Physically Unable to Perform ed indica la lista dove viene inserito un giocatore mentre è in attesa di recuperare la condizione fisica. Nella stagione regolare dopo la sesta partita giocata dalla propria squadra, il giocatore ha tempo tre settimane per riprendere ad allenarsi, più tre settimane aggiuntive dal suo rientro agli allenamenti per rientrare in prima squadra. |

## Calendario
| Turno | Data               | Avversario             | Risultato          | Record             | Stadio                  | NFL.com recap      |
| ----- | ------------------ | ---------------------- | ------------------ | ------------------ | ----------------------- | ------------------ |
| 1     | 11/9               | at Philadelphia Eagles | S 10–29            | 0–1                | Lincoln Financial Field | Recap              |
| 2     | 18/9               | Baltimore Ravens       | S 20–25            | 0–2                | FirstEnergy Stadium     | Recap              |
| 3     | 25/9               | at Miami Dolphins      | S 24–30 (DTS)      | 0–3                | Hard Rock Stadium       | Recap              |
| 4     | 2/10               | at Washington Redskins | S 20–31            | 0–4                | FedEx Field             | Recap              |
| 5     | 9/10               | New England Patriots   | S 13–33            | 0–5                | FirstEnergy Stadium     | Recap              |
| 6     | 16/10              | at Tennessee Titans    | S 26–28            | 0–6                | Nissan Stadium          | Recap              |
| 7     | 23/10              | at Cincinnati Bengals  | S 17–31            | 0–7                | Paul Brown Stadium      | Recap              |
| 8     | 30/10              | New York Jets          | S 28–31            | 0–8                | FirstEnergy Stadium     | Recap              |
| 9     | 6/11               | Dallas Cowboys         | S 10–35            | 0–9                | FirstEnergy Stadium     | Recap              |
| 10    | 10/11              | at Baltimore Ravens    | S 7–28             | 0–10               | M&T Bank Stadium        | Recap              |
| 11    | 20/11              | Pittsburgh Steelers    | S 9–24             | 0–11               | FirstEnergy Stadium     | Recap              |
| 12    | 27/11              | New York Giants        | S 13–27            | 0–12               | FirstEnergy Stadium     | Recap              |
| 13    | Settimana di pausa | Settimana di pausa     | Settimana di pausa | Settimana di pausa | Settimana di pausa      | Settimana di pausa |
| 14    | 11/12              | Cincinnati Bengals     | S 10–23            | 0–13               | FirstEnergy Stadium     | Recap              |
| 15    | 18/12              | at Buffalo Bills       | S 13–33            | 0–14               | New Era Field           | Recap              |
| 16    | 24/12              | San Diego Chargers     | V 20–17            | 1–14               | FirstEnergy Stadium     | Recap              |
| 17    | 1/1                | at Pittsburgh Steelers | S 24–27 (DTS)      | 1–15               | Heinz Field             | Recap              |

Note: Gli avversari della propria division sono in grassetto.

## Classifiche

### American Football Conference
| Pos                 | Squadra              | Division           | V                  | S                  | P                  | %                  | Div                | Conf               | SOS                | SOV                | Striscia           |
| Leader di division  | Leader di division   | Leader di division | Leader di division | Leader di division | Leader di division | Leader di division | Leader di division | Leader di division | Leader di division | Leader di division | Leader di division |
| ------------------- | -------------------- | ------------------ | ------------------ | ------------------ | ------------------ | ------------------ | ------------------ | ------------------ | ------------------ | ------------------ | ------------------ |
| 1.                  | New England Patriots | East               | 14                 | 2                  | 0                  | .875               | 5-1                | 11-1               | .439               | .424               | 7 V                |
| 2.                  | Kansas City Chiefs   | West               | 12                 | 4                  | 0                  | .750               | 6-0                | 9-3                | .508               | .479               | 2 V                |
| 3.                  | Pittsburgh Steelers  | North              | 11                 | 5                  | 0                  | .688               | 5-1                | 9-3                | .494               | .423               | 7 V                |
| 4.                  | Houston Texans       | South              | 9                  | 7                  | 0                  | .563               | 5-1                | 7-5                | .502               | .427               | 1 S                |
| Wild card           |                      |                    |                    |                    |                    |                    |                    |                    |                    |                    |                    |
| 5.                  | Oakland Raiders      | West               | 12                 | 4                  | 0                  | .750               | 3-3                | 9-3                | .504               | .443               | 1 S                |
| 6.                  | Miami Dolphins       | East               | 10                 | 6                  | 0                  | .625               | 4-2                | 7-5                | .455               | .341               | 1 S                |
| Escluse dai playoff |                      |                    |                    |                    |                    |                    |                    |                    |                    |                    |                    |
| 7.                  | Tennessee Titans     | South              | 9                  | 7                  | 0                  | .563               | 2-4                | 6-6                | .465               | .458               | 1 V                |
| 8.                  | Denver Broncos       | West               | 9                  | 7                  | 0                  | .563               | 2-4                | 6-6                | .549               | .455               | 1 V                |
| 9.                  | Baltimore Ravens     | North              | 8                  | 8                  | 0                  | .500               | 4.2                | 7-5                | .498               | .363               | 2 S                |
| 10.                 | Indianapolis Colts   | South              | 8                  | 8                  | 0                  | .500               | 3-3                | 5-7                | .492               | .406               | 1 V                |
| 11.                 | Buffalo Bills        | East               | 7                  | 9                  | 0                  | .438               | 1-5                | 4-8                | .482               | .339               | 2 S                |
| 12.                 | Cincinnati Bengals   | North              | 6                  | 9                  | 1                  | .406               | 3-3                | 5-7                | .521               | .333               | 1 V                |
| 13.                 | New York Jets        | East               | 5                  | 11                 | 0                  | .313               | 2-4                | 4-8                | .518               | .313               | 1 V                |
| 14.                 | San Diego Chargers   | West               | 5                  | 11                 | 0                  | .313               | 1-5                | 4-8                | .543               | .513               | 5 S                |
| 15.                 | Jacksonville Jaguars | South              | 3                  | 13                 | 0                  | .188               | 2-4                | 2-10               | .527               | .417               | 1 S                |
| 16.                 | Cleveland Browns     | North              | 1                  | 15                 | 0                  | .063               | 0-6                | 1-11               | .549               | .313               | 1 S                |

Note
- Sotto la colonna SOV è indicata la percentuale della Strenght of Victory, statistica che riporta la percentuale di vittoria delle squadre battute da una particolare squadra (il valore assume rilievo come discriminante ai fini della classifica in caso di un record stagionale identico fra due squadre).
- Sotto la colonna SOS è indicata la percentuale della Strenght of Schedule, valore determinato da una formula che calcola la percentuale di vittoria di tutte le squadre che una singola squadra deve affrontare durante la stagione (il valore, insieme alla SOV, assume rilievo come discriminante ai fini della classifica in caso di un record stagionale identico fra due squadre).
- Sotto la colonna Div è indicato il bilancio vittorie-sconfitte (record) contro le squadre appartenenti alla stessa division di appartenenza (AFC West).
- Sotto la colonna Conf viene indicato il record contro le squadre appartenenti alla stessa conference di appartenenza (AFC).